# شيرين أباد (فريمان)
شيرين‌ أباد (بالفارسية: شیرین‌آباد) هي قرية تقع في قسم سنغ بست الريفي في إيران. يقدر عدد سكانها بـ 30 نسمة .